# Futebol Clube Brasilim de Monte Vaca
O Futebol Clube Brasilim de Monte Vaca é um clube de futebol do bairro de Monte Vaca, localizado no Leste de São Filipe, na ilha do Fogo, Cabo Verde. Fundado em 19 de maio de 1999, o clube comemorou seu 20º aniversário em 2019.
Atualmente, o Brasilim joga na Segunda Divisão, tendo sido recentemente derrotado nas qualificações da fase final. 
Nessa temporada, o Brasilim jogou no Grupo A da Segunda Divisão, com clubes do oeste da ilha ou de todos do Concelho de São Filipe. O Brasilim ficou em último colocado no grupo, tendo conseguido 2 vitórias, com 8 golos (gols) marcados e 7 pontos no total.